# 선재동자
선재동자(善財童子)는 화엄경 입법계품에 등장하는 구도보살로 53명의 선지식을 찾아다닌다. 불도를 구하는 모습이 순진한 어린 아이와 같다고 해서, 동자라고 부른다. 남쪽으로 순례를 떠나기 때문에 남순동자(南巡童子)라고도 한다.
화엄경에서 선재동자가 관세음보살과 만나는 장면을 그린 그림이 수월관음도이다. 화엄경 약찬게에 나오는 "선재동자선지식"이라는 구절이 바로 선재동자가 선지식을 만나는 것을 언급한 것이다.

## 이름의 뜻
이름의 뜻은 다음과 같다.
- 선재(善財) : 선재동자가 태어나자, 집에 갖가지 진귀한 보배가 저절로 생겨났다고 해서 붙어진 이름이다. "착할 선(善)"은 좋은, 풍성한, 많다 등의 여러 뜻을 가진다.
- 동자(童子) : 개요글에도 나왔지만 순진한 어린 아이와 같은 마음에, 때가 묻지 않고 청정하여 부처님의 법을 담을 수 있는 그릇이 될 수 있다는 뜻이다.

1. ↑  박, 인탁 (2005년 10월 22일). “선재동자”. 《불교신문》. 불교신문. 2024년 2월 8일에 확인함. 53선지식을 찾아 불도(佛道)를 이룬 ‘구도보살’을 말한다. 〈화엄경〉 입법계품 제39에 나오며, 범어로는 수다나(Sudhana)라고 한다. 여기서 ‘동자’는 물론 나이가 젊다는 뜻을 내포하고 있지만 이보다는 도(道)를 구함에 있어 지극히 순수하고 정성스러워 마치 순진한 어린이와 같은 상을 하고 있기 때문에 동자라고 일컫는다.
2. ↑  박, 보람. “선재동자 (善財童子)”. 《한국민족문화대백과사전》. 한국학중앙연구원. 2024년 2월 8일에 확인함. 남쪽으로 순례를 떠나기 때문에 '남순동자(南巡童子)'라고도 한다.
3. ↑  원욱스님 공주 동학사 화엄승가대학원 교수 (2019년 9월 6일). “[행복으로 가는 화엄경] <76> 입법계품(入法界品)㉙”. 《불교신문》. 불교신문. 2024년 2월 8일에 확인함. 수많은 고려불화 ‘수월관음도(水月觀音圖)’는 바로 <화엄경> ‘입법계품’에 등장하는 28번째 선지식 관세음보살을 선재가 초저녁달이 휘영청 밝게 떠오르는 순간의 장면을 그린 것이다.
4. ↑  박, 보람. “선재동자 (善財童子)”. 《한국민족문화대백과사전》. 한국학중앙연구원. 2024년 2월 8일에 확인함. '선재(善財, Sudhana)'라는 이름은 선재동자가 태어났을 때 그 집에 갖가지 진귀한 보배가 저절로 생겨났다고 하여 붙여진 이름이며(｢입법계품｣), '동자(童子)'는 마음이 때 묻지 않고 청정하여 불도(佛道)의 그릇이 될 수 있기 때문에 '동자'라고 한다(『화엄경탐현기(華嚴經探玄記)』).